# Thiếu vitamin B12
Thiếu vitamin B12 (Vitamin B12 deficiency), còn được gọi là thiếu cobalamin (cobalamin deficiency) là tình trạng sức khỏe khi nồng độ vitamin B12 trong máu thấp. Khi thiếu hụt nhẹ, người có thể mệt mỏi và lượng hồng cầu giảm (thiếu máu). Trong tình trạng thiếu hụt trung bình có thể bị viêm lưỡi và xuất hiện các vấn đề thần kinh bao gồm cảm giác dị thường như pins and needles (tê), trong khi thiếu hụt ở mức độ nghiêm trọng có thể đẫn đến giảm chức năng tim và các vấn đề về thần kinh khác. Các vấn đề về thần kinh có thể gồm những thay đổi về phản xạ tự nhiên, chức năng cơ kém, vấn đề về trí nhớ, suy giảm vị giác và trong trường hợp nghiêm trọng hơn là loạn tâm thần. Đôi khi vô sinh tạm thời cũng có thể xảy đến. Ở trẻ nhỏ, các triệu chứng gồm tăng trưởng chậm, phát triển kém và khó khăn khi vận động. Nếu không được điều trị sớm, một số triệu chứng sẽ vẫn tiếp tục tồn tại.
Nguyên nhân phổ biến gồm có dạ dày-ruột kém hấp thu, ăn thiếu chất và tăng nhu cầu. Giảm hấp thu có thể là do thiếu máu ác tính, phẫu thuật cắt bỏ dạ dày, viêm tụy mãn tính, ký sinh trùng đường ruột, một vài loại thuốc và một số rối loạn di truyền. Ăn thiếu chất có thể xảy ra ở những người ăn chay hoặc những người suy dinh dưỡng. Tăng nhu cầu xảy đến ở những người bị nhiễm HIV/AIDS và ở những người có hồng cầu bị phá vỡ nhanh chóng. Chẩn đoán thường dựa vào nồng độ vitamin B12 trong máu. Nồng độ axit methylmalonic tăng cao cũng có thể chỉ ra sự thiếu hụt. Một loại thiếu máu được biết đến là thiếu máu megaloblastic, thường gặp nhưng không phải lúc nào cũng có.
Điều trị gồm có dùng vitamin B12 bằng đường uống hoặc đường tiêm; lúc đầu với liều cao hàng ngày, sau đó với liều thấp hơn và ít thường xuyên hơn khi tình trạng được cải thiện. Nên giải quyết nguyên nhân ngay khi có thể. Nếu không thể tìm thấy nguyên nhân - hoặc không giải quyết được - khuyến nghị bổ sung vitamin B12 suốt đời. Có thể phòng ngừa thiếu vitamin B12 bằng những chất bổ sung chứa vitamin: khuyên dùng ở người ăn chay và người ăn thuần chay, và những đối tượng được chỉ định khác. Nguy cơ độc tính do vitamin B12 là tương đối thấp.
Tình trạng thiếu vitamin B12 tại Mỹ và Anh ước tính khoảng 6% ở những người dưới 60 tuổi và 20% những người trên 60 tuổi. Ở Mỹ Latinh, tỷ lệ này được ước tính là 40% và có thể cao lên tới 80% ở các vùng của Châu Phi và Châu Á.